# Cape Grenville
Cape Grenville ist eine Landzunge im Nordosten von Australien, an der Ostküste der Kap-York-Halbinsel. Das Kap ist Teil des Verwaltungsgebietes Cook Shire des Bundesstaats Queensland.
Der Ostspitze des Kaps direkt vorgelagert sind mehr als zehn kleine Inseln, die Home Islands, die zum nördlichen Abschnitt des Great Barrier Reefs gehören und die innerhalb einer Entfernung von fünf Kilometern von der Uferlinie liegen. Die größte dieser Inseln ist Hicks Island mit einer Fläche von 160 Hektar. Die Landzunge und die vorgelagerten Inseln sind unbewohnt.
Nördlich befindet sich die Shelburne Bay, südlich die Temple Bay. Der nächste größere Ort ist Weipa.